# Sở thú Dvůr Králové
Sở thú Dvůr Králové (tiếng Séc: ZOO Dvůr Králové) là sở thú (vườn thú) ở thị trấn Dvůr Králové nad Labem, Cộng hòa Séc. Sở thú Dvůr Králové là sở thú lớn thứ hai tại Cộng hòa Séc với diện tích lên đến 72 ha. Sở thú cũng là đơn vị mang trọng trách bảo vệ các loài động vật hoang dã nguy cấp đang có nguy cơ tuyệt chủng.
Theo thống kê tính đến năm 2018, sở thú Dvůr Králové là ngôi nhà của 2487 động vật thuộc 320 loài. Trong đó, số lượng động vật châu Phi sinh sống tại đây được xem là lớn nhất ở châu Âu. Sở thú Dvůr Králové cũng nổi tiếng với chương trình bảo tồn loài tê giác trắng phương bắc. Sở thú này là nơi duy nhất trên thế giới để loài tê giác trắng phương bắc sinh sản thành công, với chú tê giác trắng cuối cùng của loài này được sinh ra ở đây vào năm 2000. Sở thú Dvůr Králové mở cửa hàng ngày từ 9:00 sáng đến 6:00 tối.

## Chương trình
Một số chương trình tham quan và triển lãm đáng chú ý tại sở thú Dvůr Králové gồm:
- Đảo Madagascar và rừng nhiệt đới [7]
- Triển lãm thủy cung thế giới và châu Phi [8]
- Nhà khỉ đột Gorilla [9]
- Nhà tê giác [10]
- Nhà hà mã [11]
- Đầm lầy nhiệt đới và chuồng chim [12]
- Động vật ăn thịt châu Phi [13]
- Làng Nam Phi Gwanda [14]